# Rasti-Land
Koordinaten: 52° 5′ 46″ N, 9° 39′ 50″ O
Das Rasti-Land in Salzhemmendorf ist ein Freizeitpark im südlichen Niedersachsen am Rande des Weserberglands. Der Park mit einer Fläche von etwa 160.000 m² ist seit der Eröffnung im Juli 1973 in Familienbesitz. Das Rasti-Land hat durchschnittlich acht Monate im Jahr geöffnet.

## Geschichte
Das Rasti-Land liegt am Rande des Weserberglandes an der B1 zwischen Hameln und Hildesheim (Südniedersachsen). Rasti-Land begann mit einer Fläche von 120.000 m² und vier Attraktionen in einer alten Kiesgruben-Anlage bei Benstorf. Ursprünglich war der Park ein im „New-Western-Stil“ gehaltener Freizeitpark mit Indianerdorf und Westernfort. Der Name Rasti-Land nimmt auf das Spielzeugbaukastensystem Rasti Bezug.
Die Gründer und bis 2022 gemeinsamen Geschäftsführer von Rasti-Land waren der Architekt und Bauingenieur Ludwig Ratzke (1927–2022) und sein Sohn Steffen Ratzke. Seit dem Tod des Vaters führt Steffen Ratzke das Unternehmen als alleiniger Geschäftsführer fort.
Mit dem Wachstum des Parks erweiterte sich der Einzugsbereich, sodass 2006 bis zu 300.000 Gäste das Rasti-Land besuchten. Hauptattraktion und gleichzeitig größte Einzelinvestition mit etwa 2,85 Millionen Euro Gesamtkosten war die 2002 eröffnete und 2003 mit Thematisierung ergänzte Rafting-Bahn „Im Reich des T-Rex“.
Das Maskottchen des Rasti-Landes ist Rasti.

## Attraktionen
Stand 2018 bot der Park 45 Attraktionen, mit denen vorwiegend Familien angesprochen werden. Die Hauptattraktionen des Parks sind „Rafting im Reich des T-Rex“, ein Rapid River, sowie die Bobkartbahn „Blizzard“, die „Kids-Dinoworld“ und eine Achterbahn. Die Achterbahn ist der erste Junior Coaster von Vekoma und die einzige Achterbahn in Deutschland mit einem rosa Anstrich. Interaktive Attraktionen sind die Wasserschlacht im Reich des T-Rex, Blizzard, die Go-Kartbahnen sowie seit 2015 die Afrika-Fotosafari und der Laser-Planet.

### Achterbahnen

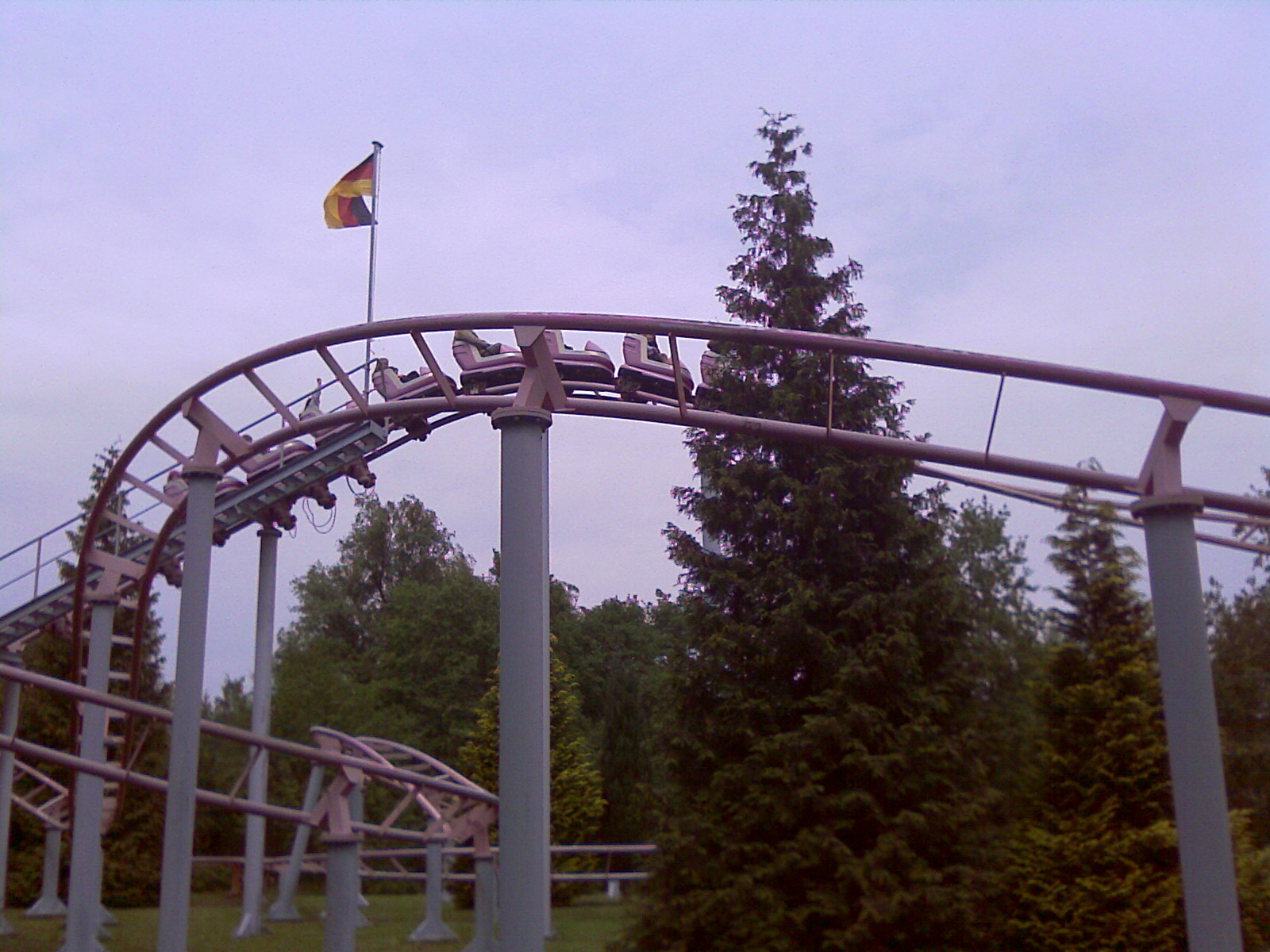
Achterbahn

| Name           | Typ             | Max. Höhe | Streckenlänge | Max. Tempo | Hersteller | Eröffnung | Anmerkung |
| -------------- | --------------- | --------- | ------------- | ---------- | ---------- | --------- | --- |
| Achterbahn     | Junior Coaster  | 8 m       | 207 m         | 35 km/h    | Vekoma     | 1991      | Deutschlands einzige rosa gestrichene Achterbahn: der erste Junior Coaster von der Firma Vekoma |
| Blizzard       | Bobkartbahn     | -         | 505 m         | 40 km/h    | Wiegand    | 1998      | 2016 generalüberholt, zusätzlich hat die Bahn neue Bobs und die ganze Strecke wurde neu aufgerüstet. 2017 wurde Blizzard mit Animatronic thematisch erweitert, die Bobkart-Bahn wurde durch einen Zeittunnel mit Urzeittieren wie Mammute und Säbelzahntiger gestaltet. |
| Holta di Polta | Junior Coaster  | -         | -             | -          | SBF Visa   | 2019      | Holz-Konstruktion, findet seinen Platz am historischen Jahrmarkt. |
| Strohnado      | Mixed Coaster   | -         | 60 m          | 28 km/h    | SBF Visa   | 2022      | Drei der vier Gondeln sind klassische Spinning-Gondeln und drehen sich während der Fahrt um sich selbst. Die vierte Gondel überschlägt sich beim Fahren vertikal wie ein Hamsterrad.                                                                                    |
| Verrücktwärts  | Shuttle Coaster | 12 m      | -             | 50 km/h    | SBF Visa   | 2023      | Gestaltung des Zuges im Stil eines Traktors |

### Wasserbahnen

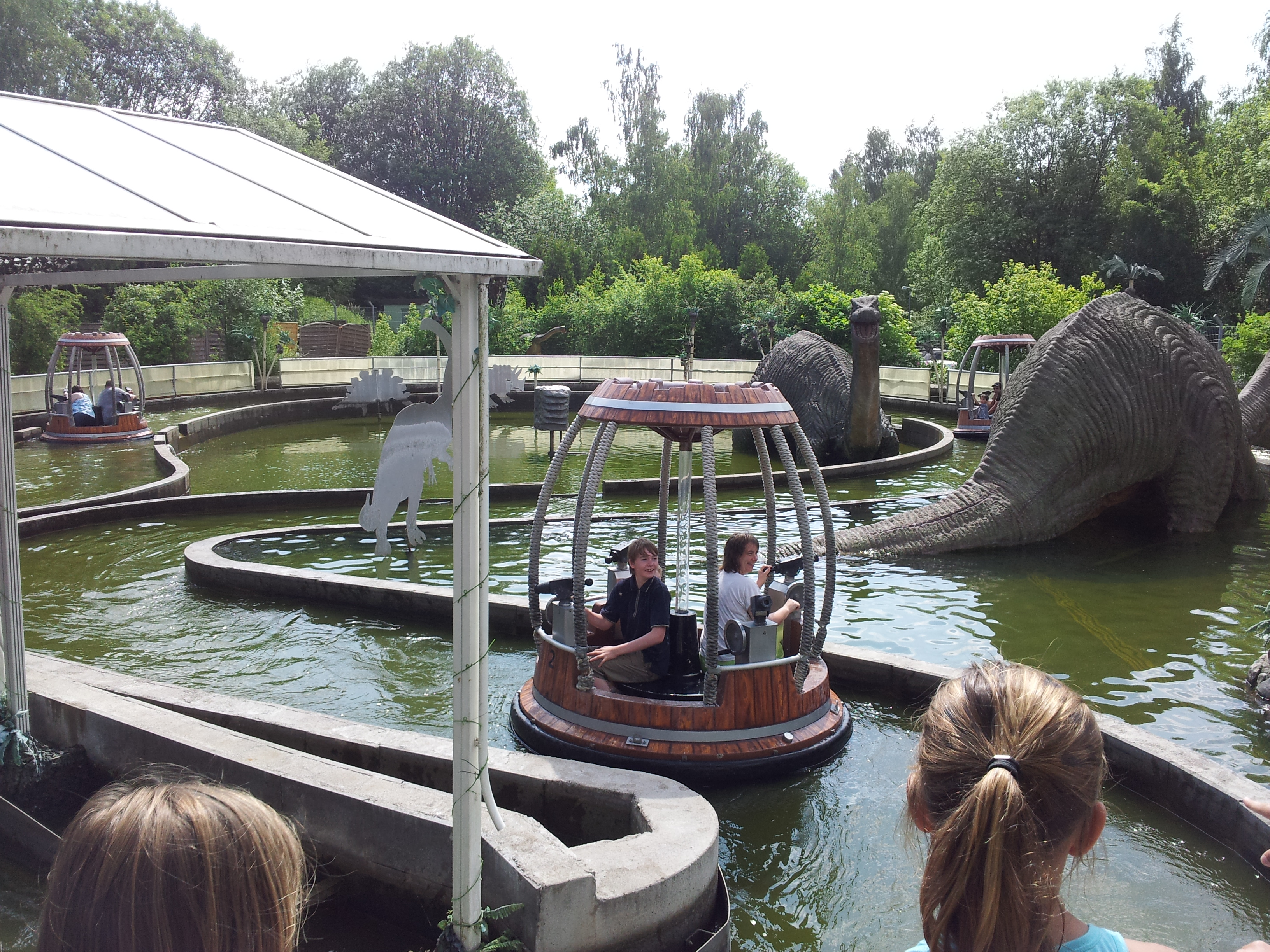
Wasserschlacht im Reich des T-Rex

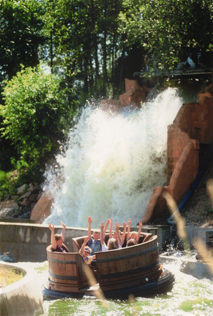
Rafting im Reich des T-Rex

| Name                              | Typ                | Max. Höhe | Streckenlänge | Hersteller        | Eröffnung | Anmerkung |
| --------------------------------- | ------------------ | --------- | ------------- | ----------------- | --------- | --- |
| Bumper-Spaßboote                  | Bumper Boats       | -         | -             | -                 | 1990      | |
| Rafting im Reich des T-Rex        | Rapid River        | 5 m       | 480 m         | Hafema            | 2002      | Rasti-Lands größte Einzelinvestition mit 2,85 Millionen Euro Gesamtkosten. Single-Rider-Line. |
| Wildwasserbahn                    | Wildwasserbahn     | 10 m      | 450 m         | Eigenkonstruktion | 1981      | Die Boote wurden mittlerweile von Intamin bestückt |
| Wasserrutschen                    | Wasserrutsche      | 12 m      | 100–300 m     | van Egdom         | 1992      | 1992 Wellenrutsche; 1993 Röhrenrutsche 1; 1994 Röhrenrutsche 2; Größte Anlage ihrer Art in Deutschland. |
| Märchenfahrt                      | Rundbootsfahrt     | -         | 250 m         | Mack Rides        | 1973      | Seit des Bestehens des Parks hieß die „Märchenfahrt“ Bootskanal, bis sie mit Rundbooten von der Firma Mack Rides bestückt wurde und hörte erstmal auf dem Namen Rundbootsfahrt. Irgendwann wurde auch der Name von Rundbootsfahrt geändert in Märchenfahrt. |
| Wasserschlacht im Reich des T-Rex | Round Boat Blaster | -         | -             | Mack Rides        | 2007      | Erster Round Boat Blaster von Mack Rides. |
| Reifenrodeln                      | Reifenrodeln       | -         | 50–125 m      | Eigenkonstruktion | 2010      | Steht auf dem Gelände des ehemaligen Polybob. |
| Steilrutsche                      | Wasserrutsche      | 12 m      | 100 m         | Metallbau Emmeln  | 2014      | Ersetzt die alte Steilrutsche (1994–2009). |

### Hoch- und Rundfahrgeschäfte

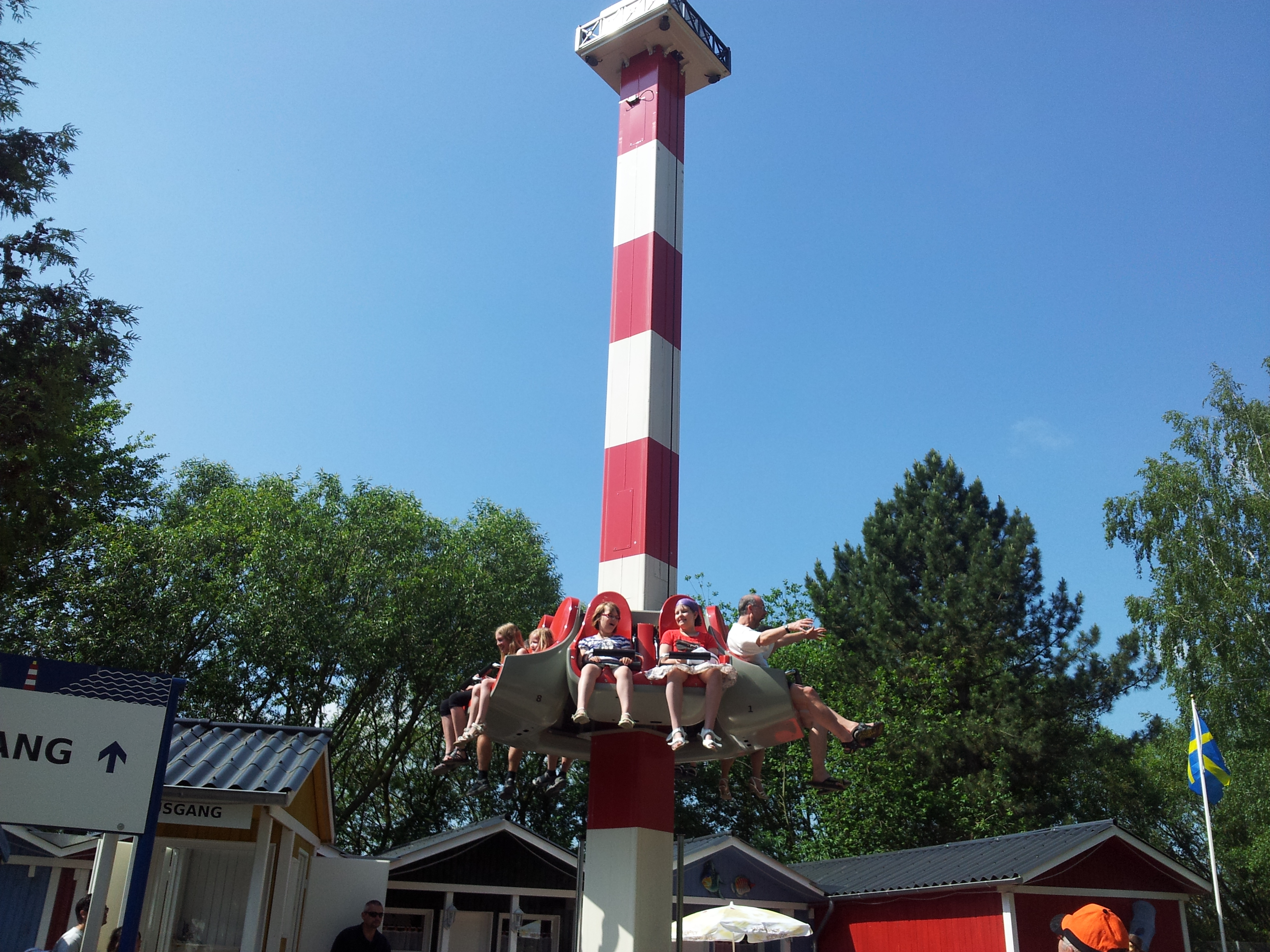
Familien-Freifallturm

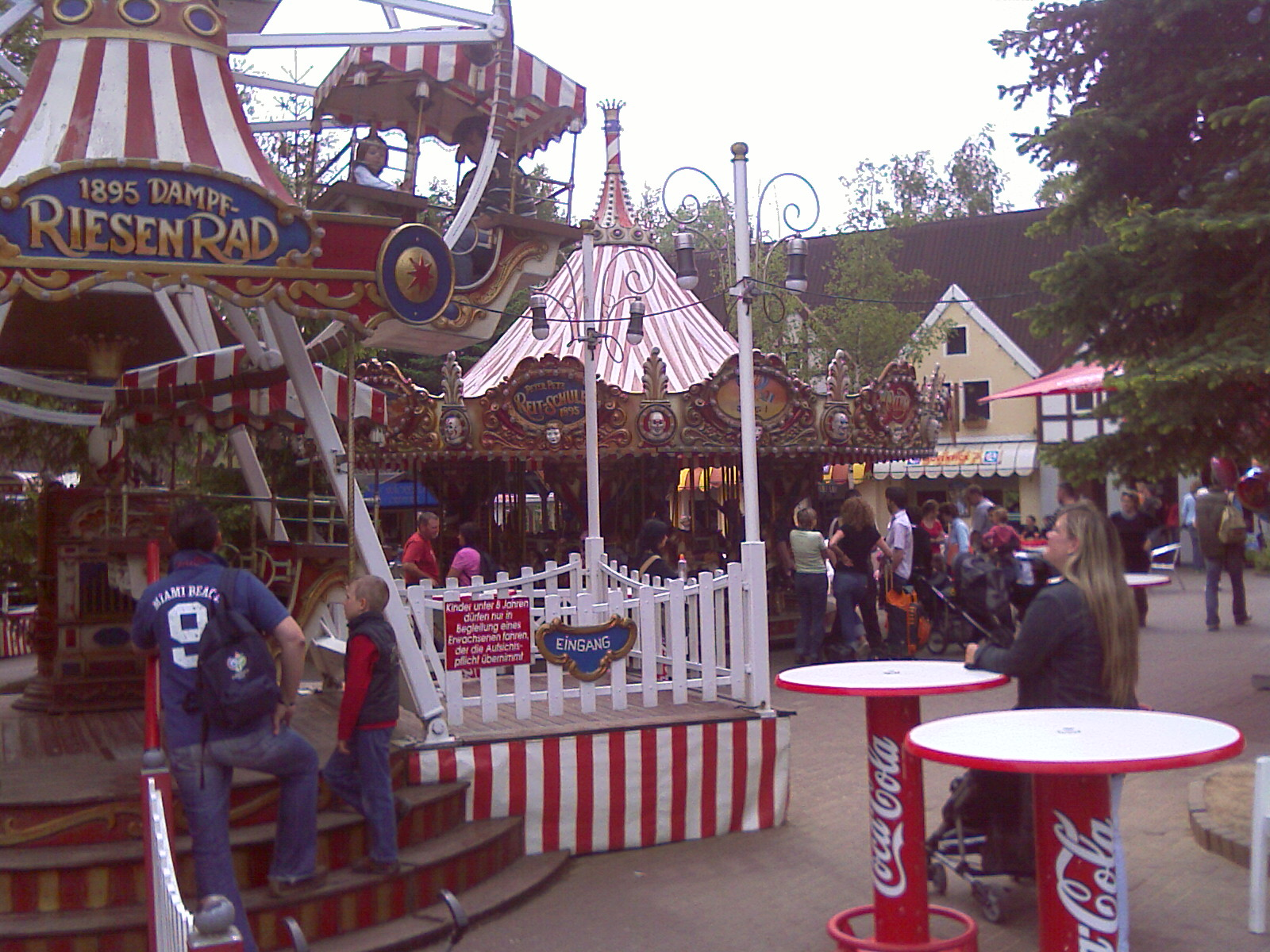
Das Dampf-Riesenrad und im Hintergrund das Nostalgie Karussell

| Name                   | Typ             | Max. Höhe | Streckenlänge | Hersteller       | Eröffnung | Anmerkung                                                |
| ---------------------- | --------------- | --------- | ------------- | ---------------- | --------- | -------------------------------------------------------- |
| Autoscooter groß/klein | Autoscooter     | -         | -             | -                | 1986      | 2001 kam der Kinder-Autoscooter hinzu                    |
| Riesen-Schiffschaukel  | Schiffschaukel  | 11 m      | -             | Metallbau Emmeln | 1996      | Ungewöhnliche Thematisierung von Metallbau Emmeln        |
| Koggenfahrt            | Koggenfahrt     | -         | -             | Mack Rides       | 1999      |                                                          |
| Nostalgie-Karussell    | Karussell       | -         | -             | Peter Petz       | 1995      |                                                          |
| Drachenkarussell       | Karussell       | -         | -             | SBF Visa GROUP   | 2024      |                                                          |
| Kinderkarussell        | Karussell       | -         | -             | -                | -         |                                                          |
| Kettenflieger          | Kettenkarussell | 12 m      | -             | SBF Visa GROUP   | 2025      |                                                          |
| Ballonkarussell        | Samba Balloon   | -         | -             | Zamperla         | 1996      | Teil des historischen Jahrmarkts                         |
| Dampf-Riesenrad        | Riesenrad       | 5 m       | -             | Peter Petz       | 1995      |                                                          |
| Kraawummm              | Rocket Roll     | 3 m       | -             | SBF Visa GROUP   | 2020      | Das Fahrprogramm ähnelt dem Klassiker Fliegender Teppich |
| Familien-Freifallturm  | Freifallturm    | 12 m      | -             | Zierer Rides     | 2011      | Skandinavische Thematisierung                            |
| Jump Around            | Karussell       | -         | -             | Zamperla         | 2010      |                                                          |
| Dampf-Schaukel         | Schiffschaukel  | -         | -             | Peter Petz       | 1995      |                                                          |

### Themen und Rundfahrten

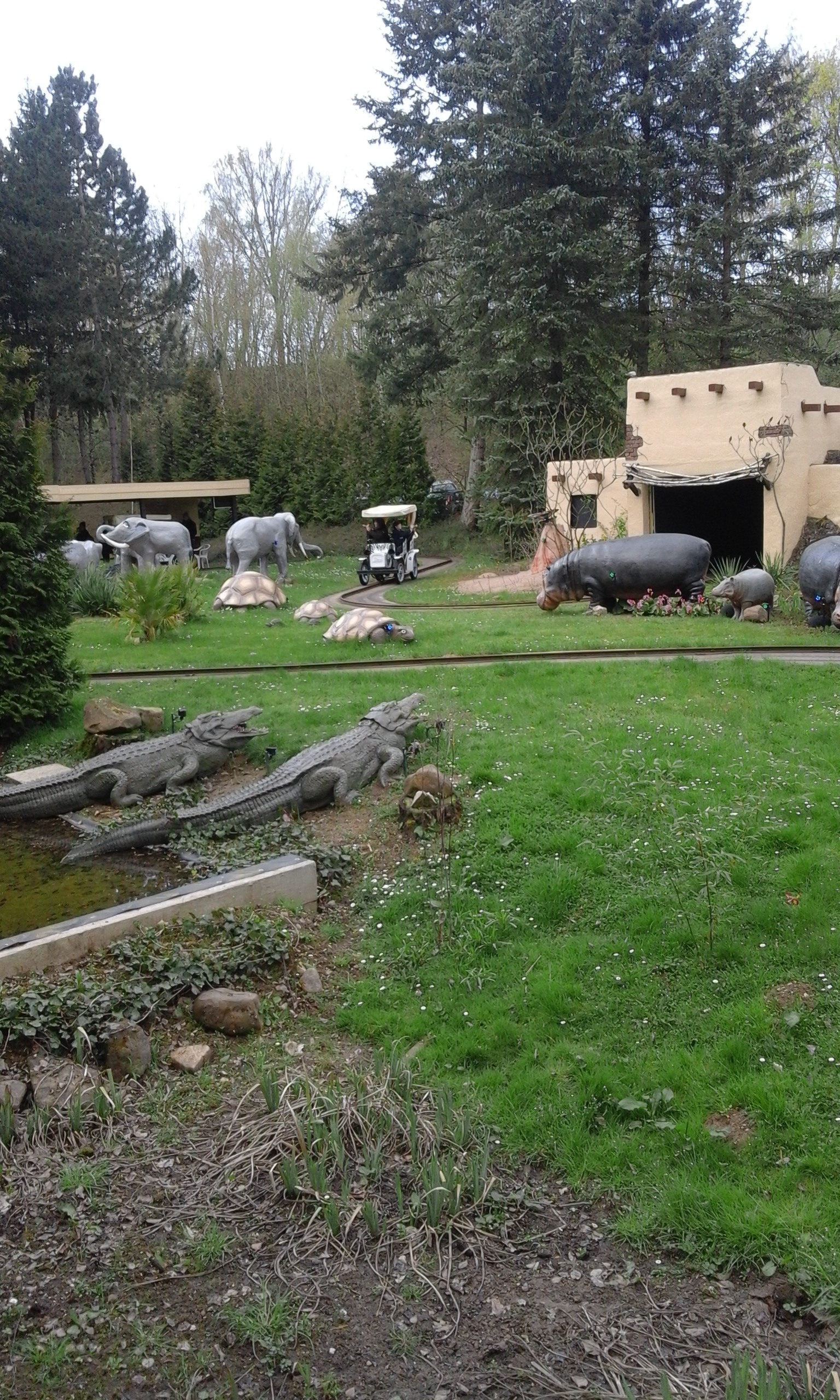
Afrika-Fotosafari

| Name                                  | Typ                     | Max. Höhe | Streckenlänge | Hersteller                  | Eröffnung | Anmerkung                                                                                |
| ------------------------------------- | ----------------------- | --------- | ------------- | --------------------------- | --------- | ---------------------------------------------------------------------------------------- |
| Abenteuerfahrt durch die Piratenstadt | Dark Ride               | -         | -             | Metallbau Emmeln, Heimotion | 1997      | bis 2017 war die Piratenfahrt Norddeutschlands größter Dark Ride                         |
| Comic Bahn                            | Parkeisenbahn           | -         | -             | Zamperla                    | 2000      |                                                                                          |
| Einschienenhochbahn                   | Einschienenbahn         | -         | -             | Mack Rides                  | 1978      | Durchfährt den vorderen Teil des Parks und das afrikanisch thematisierte Stationsgebäude |
| Elektrische Kamelreitbahn             | Kinderreitbahn          | -         | 300 m         | Metallbau Emmeln            | 2012      | Orientalische Thematisierung                                                             |
| Go-Kart Bahn                          | Kartbahn                | -         | 350 m         | Eigenkonstruktion           | 1973      | Seit 2004 mit 2-Sitzern, die Karts sind im Eintrittspreis inbegriffen                    |
| Laser-Planet                          | Maze Mission            | -         | -             | Interactiv Lasergames       | 2015      | Laser-Planet ist im alten Gebäude des Varieté, Weltraum-Thematisierung                   |
| Kinderautobahn                        | Themenfahrt             | -         | -             | Ihle                        | 1984      | gebrauchte Anlage aus dem ehemaligen Eulenspiegelpark                                    |
| Kinder-Truckbahn                      | Rundfahrt               | -         | -             | Zamperla                    | -         |                                                                                          |
| Afrika-Fotosafari                     | interaktive Themenfahrt | -         | 225 m         | Ihle                        | 1973      | 2015 generalüberholt, aufwendige Thematisierung, ehemals „Oldtimer-Bahn“                 |
| Western-Eisenbahn                     | Eisenbahn               | -         | -             | Ihle                        | 1973      | Durchfährt den ältesten Teil des Parks.                                                  |
| Dampf-Eisenbahn                       | Eisenbahn               | -         | -             | Peter Petz                  | 1995      |                                                                                          |

### Spiel- und Abenteuerplätze

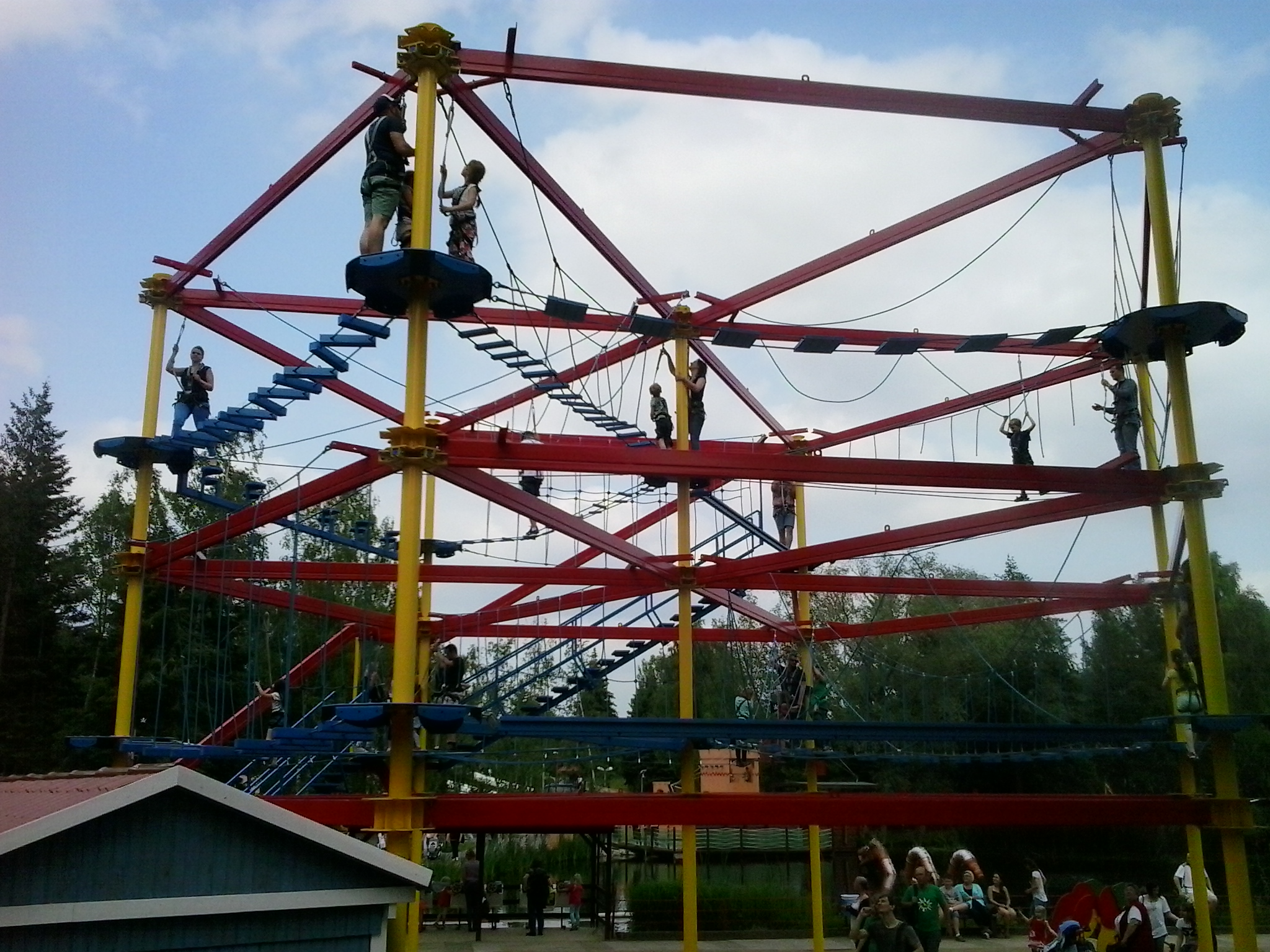
Hochseilgarten

| Name                                             | Typ                 | Hersteller          | Eröffnung | Anmerkung                                   |
| ------------------------------------------------ | ------------------- | ------------------- | --------- | ------------------------------------------- |
| Kiddie-Land                                      | Spielplatz          | Eigenkonstruktion   | 1995      |                                             |
| Robinsons Insel                                  | Wasserspielplatz    | Eigenkonstruktion   | 2009      |                                             |
| Rastis Raubritterburg                            | Abenteuerspielplatz | Jürgen Bergmann     | 2010      | 2018 wurde Rastis Raubritterburg erweitert. |
| Piratenspielplatz in Captain Rastis Piratenreich | Piratenspielplatz   | -                   | 2021      |                                             |
| Hochseilgarten                                   | Hochseilgarten      | Ropes Courses, Inc. | 2013      |                                             |
| Wasserschlacht                                   | Wasserspielplatz    | Eigenkonstruktion   | 2014      |                                             |

### Shows
- Krippenspiel: bis 2013 Weihnachtsmarkt zur Weihnachtszeit mit einem Krippenspiel auf einer 800 m² großen Freilichtbühne
- Kasperletheater: Eine Handpuppen-Show im Historischen Jahrmarkt, seit 2015 ist das Theater in die Kids-Dinoworld umgezogen, um Platz für das Grusellabyrinth „Zombie-Zone“ zu schaffen.

### Ehemalige Attraktionen
| Name                             | Typ             | Max. Höhe | Länge | Max. Tempo | Hersteller        | Baujahr | Schließung | Verbleib |
| -------------------------------- | --------------- | --------- | ----- | ---------- | ----------------- | ------- | ---------- | --- |
| Pony-Reiten                      | -               | -         | -     | -          | -                 | 1974    | -          | |
| Elefanten-, Bären- und Hundeshow | -               | -         | -     | -          | -                 | 1976    | 1979       | |
| Polybob                          | Sommerrodelbahn | -         | -     | -          | Vöroka            | 1980    | 2009       | Abgerissen, Standort des jetzigen Reifenrodeln, war die älteste Anlage ihrer Art                                                                         |
| Minigolf                         | Minigolf        | -         | -     | -          | -                 | 1974    | 2005       | Abgerissen, Standort des jetzigen Kids-Dinoworld |
| Dunecycles                       | -               | -         | -     | -          | -                 | 1977    | 1979       | |
| Varieté                          | Show            | -         | -     | -          | -                 | 1979    | 2015       | 1979 wechselndes Programm; 1988 „Traumschiff“ Programm; 2005 „Love Boat“ Programm; 2008 Western Saloon. Im heutigen Gebäude wird Laser Planet betrieben. |
| Oldtimer-Bahn                    | Themenfahrt     | -         | 225 m | -          | Ihle              | 1973    | 2015       | Aus der Oldtimer-Bahn wurde aus der interaktiven Themenfahrt Afrika-Fotosafari                                                                           |
| Jeep-Geländebahn                 | Kartbahn        | -         | -     | -          | Eigenkonstruktion | 1988    | 2021       | Die Jeeps waren im Eintrittspreis inbegriffen. Diese Attraktion musste weichen für die Achterbahnen Strohnado und Verrücktwärts                          |

## Kids-Dinoworld

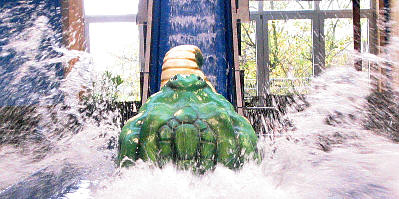
Indoor-Wildwasserbahn

Die 2006 fertiggestellte Kids-Dinoworld ist die zweitgrößte Investition des Rasti-Lands und beinhaltet Deutschlands erste Wildwasserbahn in einer Halle. Kids-Dinoworld bietet die Möglichkeit eines ganzjährigen Betriebs und damit die Perspektive, die Besucherzahl weiter zu steigern. Für die Kids-Dinoworld und das Rasti-Land wird separat Eintritt erhoben, denn die Erlebniswelt ist nicht Bestandteil des Rasti-Lands, sondern eine Ergänzung. Im direkten Anschluss an einen Rasti-Land-Besuch ist der Eintritt ermäßigt.
Im Januar 2017 wurde die zweite Halle eröffnet. Zwischen den Hallen gibt es eine unterirdische Verbindung. In der neuen Halle gibt es zusätzlich einen Hochseilgarten, eine Schwarzlicht-Minigolf-Anlage sowie eine Schwarzlicht-Bowlingbahn. Die größte Einzelinvestition des Parks ist die 2017 eröffnete Kids-Dinoworld zweite Halle, knapp 3,2 Millionen Euro hat die zweite Halle gekostet.
| Name                  | Typ            | Hersteller                | Eröffnung | Anmerkung                                                      |
| --------------------- | -------------- | ------------------------- | --------- | -------------------------------------------------------------- |
| Indoor-Wildwasserbahn | Wildwasserbahn | ABC Rides                 | 2006      | Erste und einzige Wildwasserbahn in einer Halle in Deutschland |
| Indoor-Freifallturm   | Hochziehturm   | Heege Freizeittechnik     | 2012      |                                                                |
| Tret-Hochbahn         | Tret-Hochbahn  | Hartmann Dienstleistungen | 2006      |                                                                |
| Hochseilgarten        | Hochseilgarten | Ropes Courses, Inc.       | 2017      | Steht in der zweiten Halle                                     |

## Auszeichnungen
- Ehrung des Freundeskreises Kirmes und Freizeitparks für die Baumpatenschaft des Amberbaums „Gum Ball“ (Liquidambar Styraciflua)
- 2016: Dritter Platz beim Parkscout-Award als bester Freizeitpark Deutschlands.

## Trivia
- Das Rasti-Land veröffentlichte von 2006 bis 2012 keine Besucherzahlen, da diese als Betriebsgeheimnis angesehen wurden.

## Vorfälle
Am 22. Juli 2025 wurde ein 54-Jähriger von einem Boot der Wildwasserbahn erfasst, das mit Gästen besetzt war. Der Mann stürzte 10 Meter in die Tiefe und wurde schwer verletzt. Fraglich war auch laut Polizei, warum Wartungsarbeiten während des laufenden Betriebs stattgefunden hätten. Darüber hinaus betreute ein Seelsorger Parkmitarbeiter und Parkgäste.